# 恋風
『恋風』（こいかぜ）は、吉田基已による日本の漫画作品。講談社の漫画雑誌『イブニング』の2001年9月号（当時は月刊誌）から2004年22号に連載。アニメ化もされ、2004年4月から6月までテレビ朝日・キッズステーションで放送された。

## 概要
従来のコミックやアニメ（特にアニメ）ではタブーとされていた、血の繋がりのある肉親（兄妹）間恋愛をコメディや「匂わす設定」では無く、極めて現実的、かつ真剣に取り扱った作品（血の繋がらない兄妹間の恋愛を描いた作品としては『みゆき』などがある）。
なお、アニメ版『恋風』の収録はアフレコではなく、プレスコが用いられた。これは手間のかかる技法のため、日本のテレビアニメでは用いられることは少ない。しかし、演技の自由度が高く、より自然な演技が出来るため、リアルな人間ドラマを作品で表現することが出来た。

## ストーリー
耕四郎は、少年時代に両親が離婚。父に引き取られた耕四郎は、母方との交流を持たず、十数年たった。
ある日、偶然知り合った女子高生に心惹かれる。しかし、彼女は生き別れになった12歳年下の妹七夏だった。
七夏との再会に出鼻を挫かれた耕四郎の心。その日から自己嫌悪と苛立ちの日々が始まったのである。

## 登場人物
声はアニメ版のもの。
佐伯耕四郎（さえき こうしろう）
声 - 三宅健太
本作の主人公。28歳。結婚相談所勤務。恋愛、そして七夏に関してのトラウマを抱え、失恋を味わったその時から猜疑心を強く持っている。
七夏の成長と共に惹かれていく自分の気持ちから逃避するため一人暮らしを始める。
小日向七夏（こひなた なのか）
声 - 中村有岐
15歳。高校通学のため、耕四郎の家に同居した。兄を慕う行動が、猜疑心を持つ耕四郎には誤解され衝突しているが耕四郎の不器用な優しさや本当の自分を理解してくれる姿に惹かれてゆく。
同級生からラブレターをもらった事をきっかけに兄への感情が恋であることを自覚する。
佐伯善三（さえき ぜんぞう）
声 - 田中亮一
51歳。耕四郎と七夏の父。自身の浮気が元で離婚したが、家族愛には正直。七夏をやや溺愛気味である。
小日向梢絵（こひなた まきえ）
声 - 加藤優子
耕四郎と七夏の母。美容院を営んでいる。二人の持っている熊のぬいぐるみは彼女の手作り。
千鳥要（ちどり かなめ）
声 - 岡村明美
27歳。耕四郎の同僚。耕四郎を親身に思っているが恋愛対象ではない。
小田切圭（おだぎり けい）
声 - 岡野浩介
23歳。耕四郎の同僚で、妹大好き男。
安西双葉（あんざい ふたば）
声 - 明坂聡美
七夏の同級生で友人。かなりの友人思い。運命的恋愛に憧れている。
環央子（たまき おうこ）
声 - 清水理沙
安西双葉を通じて知り合った七夏の友人。違うクラスだが体育の授業は一緒になる。かなり大人びていて、中学時代に同じ塾に通っていた男子とつきあっている。
秋本宵子（あきもと しょうこ）
声 - 柚木涼香
25歳。耕四郎の元カノ。彼女が別れ際に言った一言が、耕四郎のトラウマになっている。
若苗（わかなえ）
七夏の高校の司書。耕四郎の勤める結婚相談所で19回お見合いするが、極度の人見知りのため、断られ続けた。しかし20回目に耕四郎の後押しで呉服屋の若旦那とお付合いすることになる。アニメでは名前しか出てこない。
宮内一哉（みやうち かずや）
声 - 小林良也
通称「宮っち」。七夏とはクラスは違うが、同じ文化祭実行委員会のメンバー。後輩の女子から人気がありよく告白されるが、図書館の司書の女性に片思いしているため全て断っている。
浅野和幸（あさの かずゆき）
声 - 関田敦
七夏とは違うクラスの男子生徒。宮内を通じて七夏にラブレターを出す。「地味目だが悪い奴では無い」と双葉と環から評された。

## コミックス
全5巻。
- 第1巻 ISBN 4-06-352004-8：2001年9月号から2002年3月号までの第1話から第7話までと書き下ろし「夏の午後はうたたね」を収録。
- 第2巻 ISBN 4-06-352015-3：2002年5月号から同年11月号までの第8話から14話までと書き下ろし「いもうとのくに」を収録。
- 第3巻 ISBN 4-06-352036-6：2003年1月号から同年9月号までの第15話から21話までと書き下ろし「きょうデパートであそんだよ」を収録。
- 第4巻 ISBN 4-06-352061-7：2003年13号から2004年6号までの第22話から第28話を収録。
- 第5巻 ISBN 4-06-352091-9：2004年10号から同年22号までの第29話から最終話（通算で第35話）を収録。

新装版 全5巻。2014年8月-10月発売。
- 第1巻 ISBN 4-06-377034-6
- 第2巻 ISBN 4-06-377035-4
- 第3巻 ISBN 4-06-377055-9
- 第4巻 ISBN 4-06-377070-2
- 第5巻 ISBN 4-06-377071-0

## アニメ版

### スタッフ
- 原作 - 吉田基已
- 監督 - 大森貴弘
- シリーズ構成・脚本 - 高木登
- キャラクターデザイン - 岸田隆宏
- 美術監督 - 西倉力
- 色彩設計 - 鈴城るみ子
- 撮影監督 - 大庭直之
- 編集 - 竹内康晃
- 音響監督 - 岩浪美和
- 音楽 - 吉森信、宅見将典
- プロデュース - 上田耕行、山本信行、Schreck Hedwick、安部正次郎
- アニメーション制作 - A・C・G・T
- 制作 - テレビ朝日
- 製作 - 恋風製作委員会

### 主題歌
オープニングテーマ
「恋風」
作詞 - 岡崎律子 / 作曲・編曲 - 橋本由香利 / 歌 - éf
エンディングテーマ
「ふたりだから」
作詞 - 畑亜貴 / 作曲・編曲・歌 - 伊藤真澄

### 各話リスト
| 話数   | サブタイトル | 絵コンテ   | 演出     | 作画監督                   | 予告の登場人物 |
| ------ | ------------ | ---------- | -------- | -------------------------- | -------------- |
| 第1話  | 初花         | 大森貴弘   | 千葉大輔 | 松本文男 宮田奈保美        | 耕四郎         |
| 第2話  | 春愁         | 浅見松雄   | 浅見松雄 | 増谷三郎                   | 小田切         |
| 第3話  | 薫風         | 仁賀緑朗   | 小林智樹 | 松本文男 宮田奈保美        | 耕四郎         |
| 第4話  | 夕立         | 山崎たかし | 太田知章 | 石川健介                   | 耕四郎         |
| 第5話  | 遠雷         | 小林孝嗣   | 小林孝嗣 | 重国勇二                   | 小田切         |
| 第6話  | 秋思         | 浅見松雄   | 木村寛   | 増谷三郎                   | 小田切         |
| 第7話  | 初嵐         | 渡部高志   | 渡部高志 | 宮田奈保美 松本文男        | 七夏           |
| 第8話  | 露霜         | 川島宏     | 小林孝嗣 | 飯飼一幸 重国勇二 今木宏明 | 善三           |
| 第9話  | 風花         | 若林厚史   | 園田雅裕 | 宮田奈保美 松本文男        | 善三           |
| 第10話 | 寒月         | 舛成孝二   | 木村寛   | 野口和夫                   | 双葉           |
| 第11話 | 余寒         | 森田宏幸   | 小林智樹 | 松本文男                   | 七夏           |
| 第12話 | 春雷         | 小林孝嗣   | 小林孝嗣 | 重国勇二 飯飼一幸 烏宏明   | 小田切         |
| 第13話 | 陽炎         | 大森貴弘   | 大森貴弘 | 松本文男                   | -              |

### 放送局
| 放送局             | 放送期間                | 放送日時                                                             |
| ------------------ | ----------------------- | -------------------------------------------------------------------- |
| テレビ朝日         | 2004年4月1日 - 6月17日  | 木曜深夜 26:12 - 26:42                                               |
| キッズステーション | 2004年4月19日 - 7月12日 | 月曜深夜 24:00 - 24:30 月曜深夜 28:30 - 29:00 日曜深夜 25:00 - 25:30 |

## 参考資料
アニメ版プレスコ収録に関する情報先
- 斎木美香 (2004年3月30日). “もし実の兄妹で恋をしてしまったら？　「プレスコ」方式の春新番アニメ『恋風』”. goo ゲーム.   NTTレゾナント. 2005年8月19日時点のオリジナルよりアーカイブ。2008年4月30日閲覧。
  - ※リンク切れ。当時のコンテンツは内から閲覧可能。
- “本当の妹に本当の恋をした…。春の新作TVアニメーション『恋風』プレスコ収録現場からメインキャストのメッセージ！”. ATVニュース.   アニメイトTV (2004年4月1日). 2005年12月25日時点のオリジナルよりアーカイブ。2008年4月30日閲覧。
  - ※リンク切れ。内から閲覧可能。